# Lomaspilis bithynica
Lomaspilis bithynica är en fjärilsart som beskrevs av Eugen Wehrli 1939. Lomaspilis bithynica ingår i släktet Lomaspilis och familjen mätare. Inga underarter finns listade i Catalogue of Life.